# Centro de educación ambiental El Águila
El Centro de Educación Ambiental El Águila es un centro de Naturaleza de 500 m² de extensión que se encuentra en el municipio de Chapinería dentro de la comunidad autónoma de Madrid, España. 
Es uno de los doce centros con los que cuenta la Red de Centros de educación ambiental de la Comunidad de Madrid distribuidos por toda la Comunidad de Madrid. 

## Localización
Se encuentra en el término municipal de Chapinería, en la zona suroeste de la Comunidad de Madrid, en la Sierra Oeste.
Centro de Educación Ambiental El Águila, C/ Rodetas nº 18, 28694 Chapinería - Madrid
Planos y vistas satelitales.40°22′54″N 4°12′35″O / 40.38167, -4.20972
Horarios: martes a sábados de 10 a 18 h, domingos y festivos de 10 a 15 h.

## Recursos
Situado en las afueras del casco urbano, en el borde de la rampa, ofrece una amplia panorámica de las dehesas del suroeste de Madrid, ejemplo de ecosistema mediterráneo bien conservado. 
Cuenta con un edificio de unos 500 m². En la cubierta hay una terraza mirador. Tiene una amplia entrada de distribución cuya pared frontal está acristalada permitiendo contemplar una extensa panorámica del encinar que se extiende frente al edificio. 
Además cuenta con Aula, Sala de audiovisuales, Exposiciones temporales, Recreación del bosque mediterráneo, Biblioteca.
El Centro es accesible para personas con movilidad reducida.

## Actividades
El centro de naturaleza organiza talleres, visitas temáticas, ocio de familias, y sendas por los alrededores.
Las actividades son gratuitas pero es necesario reservar plaza con antelación en http://www.comunidad.madrid/